# ジョセファ・リリダム
ジョセファ・リリダム（Josefa Lilidamu、1989年9月5日 - ）は、ジャパンラグビーリーグワンマツダスカイアクティブズ広島に所属するラグビーユニオン選手。

## プロフィール
- フィジー・ナンディ出身[1]。
- ポジションはウィング(WTB)。
- 身長 190 cm、体重 97 kg
- ニックネームはJojo。
- 7人制日本代表に選ばれたことがある[2]。

## 来歴
ラグビーは5歳から始めた。
ラトゥナブラカレッジ卒業後、2011年、流通経済大学に入る。
2015年、流通経済大学卒業後、NTTドコモレッドハリケーンズ(現・レッドハリケーンズ大阪)に加入。
2016年1月16日に行われたジャパンラグビートップリーグ順位決定トーナメント第2節のコカ・コーラレッドスパークス戦に先発出場で公式戦初出場を果たす。
2018年、ラグビーワールドカップセブンズ2018の7人制日本代表に選ばれた。なお同大会ではドリームチームに選ばれた。
2021年、日野レッドドルフィンズに加入。
2023年3月31日、日野レッドドルフィンズを退団。